# Pine-Thomas Productions
Pine-Thomas Productions est une société de production américaine de série B, rattachée à Paramount Pictures. Entre 1940 et 1957, elle a produit 81 films.
Les coproducteurs William H. Pine (1896 – 1955) et William C. Thomas (1903 – 1984) étaient connus sous le nom de "Dollar Bills" car aucun de leurs films n'avait jamais perdu d'argent,,.
Leur documentaire The Price of Victory réalisé par Henry Wallace en 1942 a été nommé lors de la 15e cérémonie des Oscars en 1943.

## William Pine et William Thomas
William H. Pine (15 février 1896 – 29 avril 1955) est diplômé de l'Université Columbia. Il commence à travailler pour Paramount Pictures en 1933 en tant que chef de la publicité. Il est directeur associé à Cecil B. De Mille et travaille avec lui sur de nombreux films. Il est le père du producteur Howard Pine.
William C. Thomas (11 août 1903 – 2 avril 1984) était aussi dans la publicité, et travaillait pour Paramount Pictures en produisant des films de série B.
Ils étaient appelés familièrement "Two Bills" ("les deux Bills").

## Historique
Leur premier film produit a été Power Dive en 1941. William Pine réalise lui-même quelques films, comme Aerial Gunner en 1943, et William Thomas dirige aussi quelques films, comme Midnight Manhunt en 1945 ou They Made Me a Killer en 1946.
En 1944 ils signent un contrat de trois films avec Johnny Weissmuller, mais un seul sera finalement réalisé : Swamp Fire (en) en 1946.
Dans un entretien donné au Filmmaker New York Times en 1955 il dirent : « We don't want to make million dollar pictures, we just want to make a million dollars ».
Pine-Thomas Productions a produit au total 81 films entre 1940 et 1957.

## Films produits
- 1941 : Espions volants (Flying Blind) réalisé par Frank McDonald
- 1941 : Power Dive réalisé par James Patrick Hogan
- 1943 : Aerial Gunner (en)
- 1945 : Midnight Manhunt (en)
- 1946 : They Made Me a Killer (en) réalisé par William Thomas
- 1946 : Swamp Fire (en) réalisé par William H. Pine
- 1947 : Seven Were Saved réalisé par William H. Pine
- 1947 : L'Île aux serpents (Adventure Island) réalisé par Sam Newfield
- 1947 : Big Town (en) réalisé par William Thomas
- 1947 : I Cover Big Town (en) réalisé par William Thomas
- 1948 : La Descente tragique réalisé par Ray Enright
- 1949 : L'Homme au chewing-gum (Manhandled) réalisé par Lewis R. Foster
- 1950 : Tripoli réalisé par Will Price
- 1950 : L'Aigle et le Vautour (The Eagle and the Hawk) réalisé par Lewis R. Foster
- 1951 : Le Dernier Bastion (The Last Outpost) réalisé par Lewis R. Foster
- 1952 : Le Trésor des Caraïbes réalisé par Edward Ludwig
- 1952 : Hong Kong réalisé par Lewis R. Foster
- 1955 : Une femme extraordinaire (Lucy Gallant) réalisé par Robert Parrish
- 1955 : Les Îles de l'enfer (Hell's Island) réalisé par Phil Karlson
- 1956 : Nightmare, de Maxwell Shane
- 1957 : Bailout at 43,000 réalisé par Francis D. Lyon